# The Essentials
The Essentials – ostatni album wydany przez Blues Brothers Band w 2003 roku.

## Lista utworów
1. Opening: I Can't Turn You Loose
2. Rubber Biscuit
3. Soul Man
4. Soul Finger/Funky Broadway
5. Do You Love Me/Mother Popcorn (You Got to Have a Mother for Me)
6. Riot in Cell Block Number Nine
7. Messin' With the Kid
8. (I Got Every Thing I Need) Almost
9. Who's Making Love
10. Gimme Some Lovin'
11. Everybody Needs Somebody to Love
12. Going Back to Miami